# Poecilopsis stigmatella
Poecilopsis stigmatella là một loài bướm đêm trong họ Geometridae.